# Mix Gueye
Pour les articles homonymes, voir Gueye.
Mix Gueye est l'un des précurseurs de la photographie au Sénégal dans les années 1950.

## Biographie
Il est né à Saint-Louis du Sénégal vers 1910. Fils de Phaté Guéye et de Adjaratou Awa Koumba Guéye. Il fut l'un des plus grands photographes du Sénégal. C'était le photographe du président Léopold Sedar Senghor et son ami. Il est aussi l'oncle de Fara Ndiaye, l'un des membres fondateurs du Parti démocratique sénégalais (PDS).